# Item de configuração
O termo item de configuração ou IC é a qualquer componente que necessita ser configurado com o objetivo de se entregar um serviço de TI. Refere-se à unidade estrutural fundamental de um sistema de gerenciamento de configuração.
Os ICs normalmente incluem serviços de TI, hardware, software, pessoas e documentações formais, como documentação de processos e ANSs.
Exemplos de itens de configuração incluem documentos de requisitos individuais, software, modelos e planos. O sistema de gerenciamento de configuração supervisiona a vida dos ICs, através de uma combinação de processos e ferramentas, implementando e habilitando os elementos fundamentais de identificação, gerenciamento de mudanças, contabilidade, status e auditorias. O objetivo deste sistema é o de evitar a introdução de erros relacionados com a falta de testes, bem como incompatibilidades com outros ICs.

## Seu papel no gerenciamento de configuração
O termo item de configuração pode ser aplicado a qualquer coisa designada para a aplicação dos elementos de gestão de configuração e tratada como uma entidade única no sistema de gestão de configuração.
- A entidade deve ser identificada unicamente de modo que ela possa ser distinguida de todos os outros itens de configuração.
- Da perspectiva do implementador de uma mudança, o IC é o "o quê" da mudança. A alteração de uma versão específica de linha de base de um item de configuração cria uma nova versão do mesmo item de configuração, uma linha de base propriamente dita. Ao examinar o efeito de uma mudança, duas das perguntas que devem ser feitas são as seguintes:

1. Quais os itens de configuração são afetados?
2. Como os itens de configuração foram afetados?

- Seu uso dentro de um produto pode ser rastreado em um sistema de estado de contabilidade robusto.
- Ele está sujeito a verificação de aceitação com base em critérios estabelecidos.

Uma liberação (sendo uma entidade versionada propriamente dita) pode consistir de vários itens de configuração. O conjunto de mudanças para cada item de configuração aparecerá nas notas de lançamento, e as notas podem conter títulos específicos para cada item de configuração. Um item de configuração de hardware complexo pode ter vários níveis de itens de configuração abaixo seu nível superior; cada nível de item de configuração deve atender aos mesmos elementos fundamentais do sistema de gerenciamento de configuração.
Além de seu propósito na implementação e gerenciamento de uma mudança, cada listagem e definição do item de configuração deve agir como um vocabulário comum em todos os grupos ligados ao produto. Deve ser definido a um nível de forma que um indivíduo envolvido com o marketing do produto e um indivíduo no coalface de implementação possam concordar com uma definição comum quando eles usam o nome da lição e identificação dos itens de configuração para um determinado projeto pode ser visto como o primeiro passo no desenvolvimento de uma arquitetura global do produto a partir do topo para baixo.
Itens de configuração, suas versões e suas mudanças são a base de qualquer auditoria de configuração.